# Morgenröthe-Rautenkranz
Morgenröthe-Rautenkranz is een voormalige gemeente in de Duitse deelstaat Saksen, in het district Vogtlandkreis.
Op 1 oktober 2009 is de gemeente opgegaan in de fusiegemeente Muldenhammer.
Tot de voormalige gemeenten behoorden de plaatsen Morgenröthe, Sachsengrund, Rautenkranz en Muldenhammer.